# 2345 Fučik
2345 Fučik eller 1974 OS är en asteroid i huvudbältet som upptäcktes den 25 juli 1974 av den ryska astronomen Tamara Smirnova vid Krims astrofysiska observatorium på Krim. Den har fått sitt namn efter journalisten Julius Fučík.
Asteroiden har en diameter på ungefär 25 kilometer och den tillhör asteroidgruppen Eos.